# Koalib
Le koalib (aussi appelé kwalib, abri, lgalige, nirere et rere qui est l'un des principaux dialectes) est une langue de la famille nigéro-congolaise de la famille des langues heibaniennes parlée dans les monts Nouba au sud du Soudan. Les groupes ethniques Koalib Nuba, Turum et Umm Heitan parlent cette langue.

## Dialectes et localisations
Dialectes et localisations du Koalib (Ethnologue, 22e édition) : 
- Dialecte nginyukwur : Hadra, Nyukwur et Umm Heitan
- Dialecte Ngirere : région d'Abri
- Dialecte Ngunduna : région des collines de Koalib
- Dialecte nguqwurang : Turum et Umm Berumbita

## Écriture

Arobase minuscule et majuscule, en caractères Doulos SIL

Il s'écrit en utilisant l’alphabet latin mais comporte des lettres inhabituelles. Il partage un R hameçon rétroflexe (Ɽ) avec d'autres langues soudanaises et utilise une lettre ressemblant à l'arobase (@) pour la transcription de la lettre ع ('Ayin) pour les mots empruntés de l'arabe. La norme Unicode inclut R hameçon rétroflexe aux numéros de code U+027D (minuscule) et U+2C64 (majuscule), mais le consortium Unicode a refusé de coder le signe comme une simple lettre orthographique. Cependant, l'ONG SIL International tient à jour un registre des numéros de code, utilisés dans une zone à usage privé dans lequel U+F247 représente la lettre minuscule latine, et U+F248 la lettre majuscule latine. Depuis 2013, les caractères U+24B6 and U+24D0, ‹ Ⓐ, ⓐ ›, sont utilisés par la SIL.
Nicolas Quint a développé une transcription phonologique, utilisée dans ses ouvrages ou traductions, comme notamment le conte Le pigeon et la fourmi publié en 2007 ou la traduction koalib du Petit Prince d’Antoine de Saint-Exupéry publiée en 2016.

## Prononciation
|             | Postérieures | Centrales | Antérieures |
| ----------- | ------------ | --------- | ----------- |
| Fermées     | /i/          |           | /u/         |
| Mi-fermées  | /e/          |           | /o/         |
| Mi-ouvertes | /ɛ/          | /ɐ/       | /ɔ/         |
| Ouvertes    |              | /a/       |             |

Les règles d’harmonie vocalique entre les voyelles hautes /i/, /ɐ/, /u/ et les voyelles basses /e/, /ɛ/, /a/, /o/, /ɔ/ s’appliquent dans les unités lexicales koalib. Schadeberg 1981 indique une harmonie vocalique entre un avancement de la racine de la langue (+ATR /i/, /ʌ/, /u/) et une rétraction de la racine de la langue (-ATR) (/ɪ/, /ɛ/, /ʊ/, /ɔ/, /a/).

## Livres en Koalib
Le Nouveau Testament a été publié en Koalib en 1967.